# Thraupidae
Tanagrele fac parte din familia de păsări Thraupidae, din ordinul Passeriformes. Familia are o distribuție neotropicală și este a doua familie de păsări ca mărime. Ea reprezintă aproximativ 4% din toate speciile aviare și 12% din păsările neotropicale.
În mod tradițional, familia conținea în jur de 240 de specii de păsări fructifere, majoritatea viu colorate. Pe măsură ce mai multe dintre aceste păsări au fost studiate folosind tehnici moleculare moderne, a devenit evident că familiile tradiționale nu erau monofiletice. Euphonia și Chlorophonia, care au fost considerate cândva ca făcând parte din familia tanagrelor, sunt tratate acum ca membri ai Fringillidae, în propria lor subfamilie (Euphoniinae).

## Taxonomie
Familia Thraupidae a fost introdusă (ca subfamilie Thraupinae) în 1847 de ornitologul german Jean Cabanis. Genul tip este Thraupis. Familia Thraupidae este membră a unui ansamblu de peste 800 de păsări cunoscute sub numele de oscine din Lumea Nouă.
Un studiu filogenetic molecular publicat în 2014 a arătat că multe dintre genurile tradiționale nu erau monofiletice. În reorganizarea rezultată au fost introduse șase genuri noi și șapte genuri au fost abandonate.
În mai 2024 au fost recunoscute următoarele genuri:
- Acanthidops
- Anisognathus
- Asemospiza
- Bangsia
- Buthraupis
- Calochaetes
- Camarhynchus
- Castanozoster
- Catamblyrhynchus
- Catamenia
- Certhidea
- Chalcothraupis
- Charitospiza
- Chlorochrysa
- Chlorophanes
- Chlorornis
- Chrysothlypis
- Cissopis
- Cnemathraupis
- Cnemoscopus
- Coereba
- Compsothraupis
- Conirostrum
- Conothraupis
- Coryphaspiza
- Coryphospingus
- Creurgops
- Cyanerpes
- Cyanicterus
- Cypsnagra
- Dacnis
- Diglossa
- Diuca
- Donacospiza
- Dubusia
- Emberizoides
- Embernagra
- Eucometis
- Euneornis
- Geospiza
- Geospizopsis
- Gubernatrix
- Haplospiza
- Heliothraupis
- Hemithraupis
- Heterospingus
- Idiopsar
- Incaspiza
- Iridophanes
- Iridosornis
- Ixothraupis
- Kleinothraupis
- Lanio
- Lophospingus
- Loriotus
- Loxigilla
- Loxipasser
- Melanodera
- Melanospiza
- Melopyrrha
- Microspingus
- Nemosia
- Neothraupis
- Nephelornis
- Nesospiza
- Orchesticus
- Parkerthraustes
- Paroaria
- Phonipara
- Phrygilus
- Piezorina
- Pinaroloxias
- Pipraeidea
- Platyspiza
- Poospiza
- Poospizopsis
- Pseudosaltator
- Pseudospingus
- Ramphocelus
- Rauenia
- Rhodospingus
- Rhopospina
- Rowettia
- Saltator
- Saltatricula
- Schistochlamys
- Sericossypha
- Sicalis
- Sphenopsis
- Sporathraupis
- Sporophila
- Stephanophorus
- Stilpnia
- Tachyphonus
- Tangara
- Tephrophilus
- Tersina
- Thlypopsis
- Thraupis
- Tiaris
- Urothraupis
- Volatinia
- Xenodacnis
- Xenospingus

## Galerie

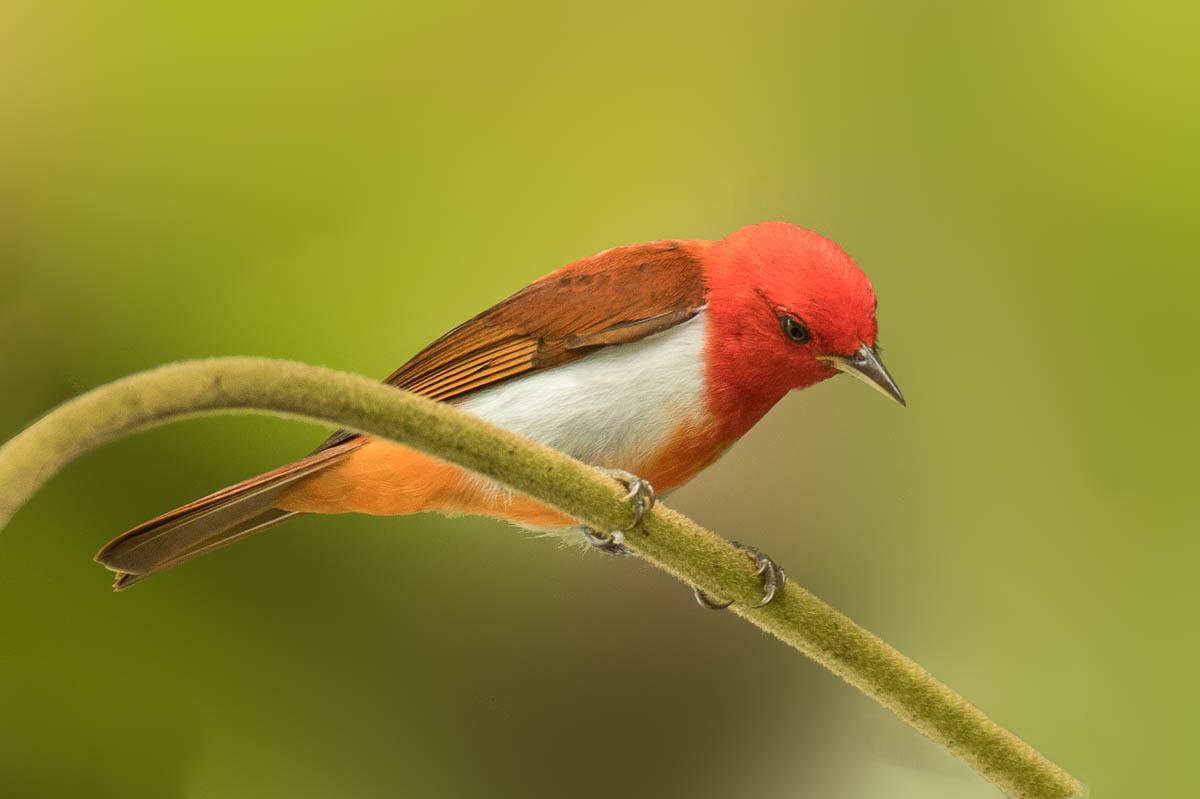
Chrysothlypis salmoni
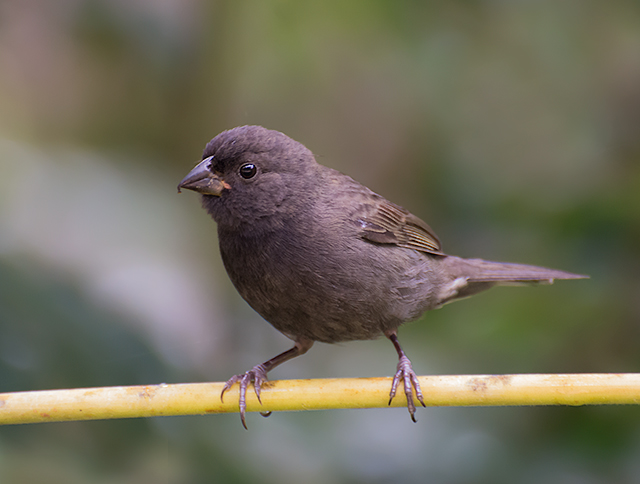
Tiaris fuliginosus
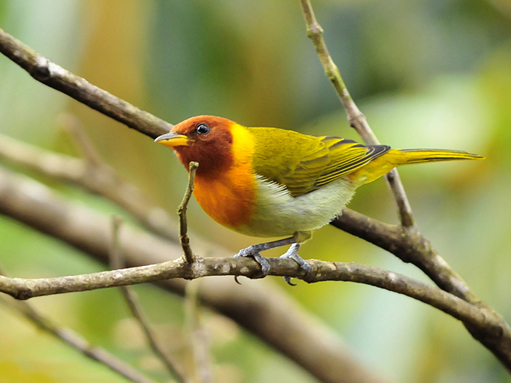
Hemithraupis ruficapilla
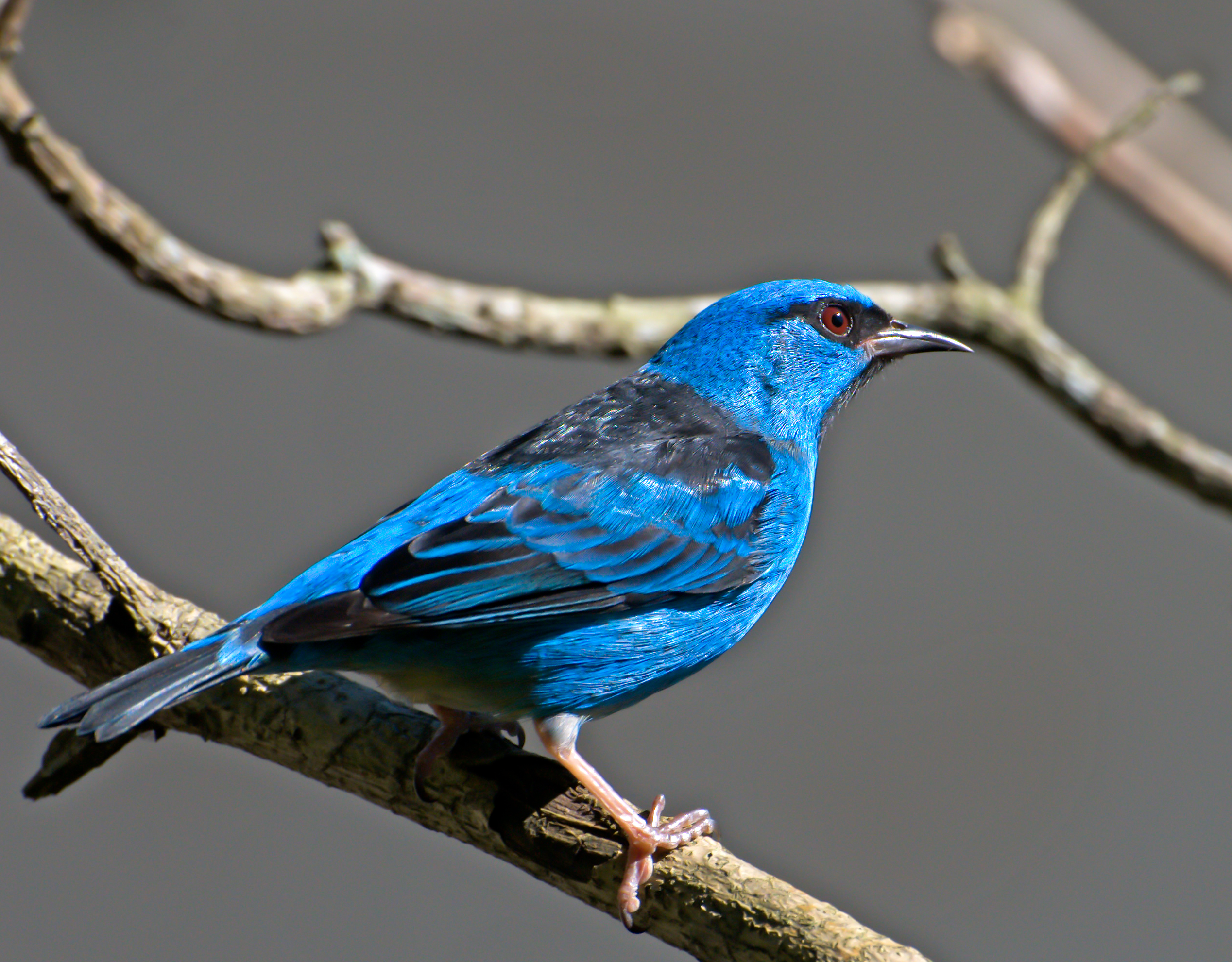
Dacnis cayana
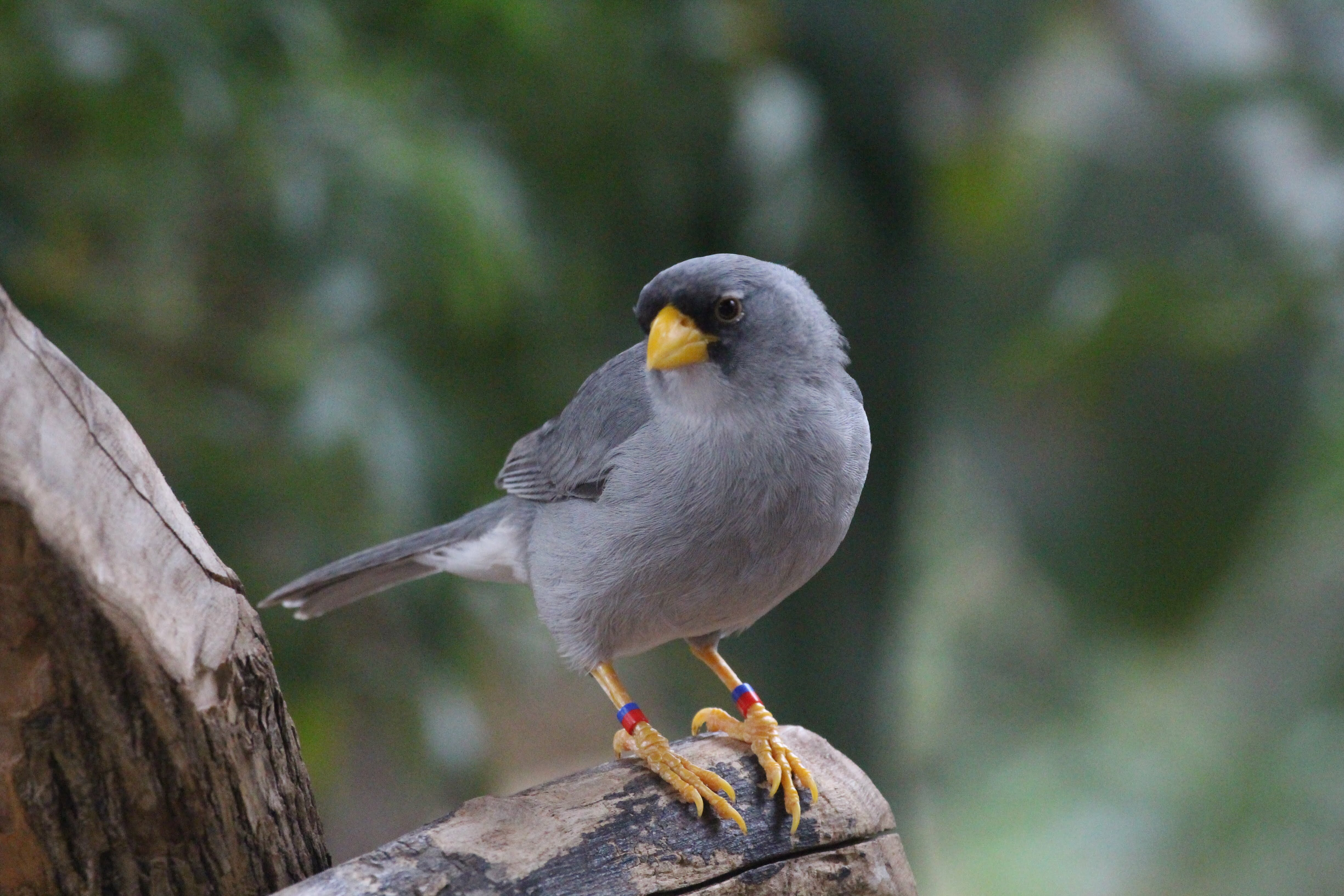
Piezorina cinerea
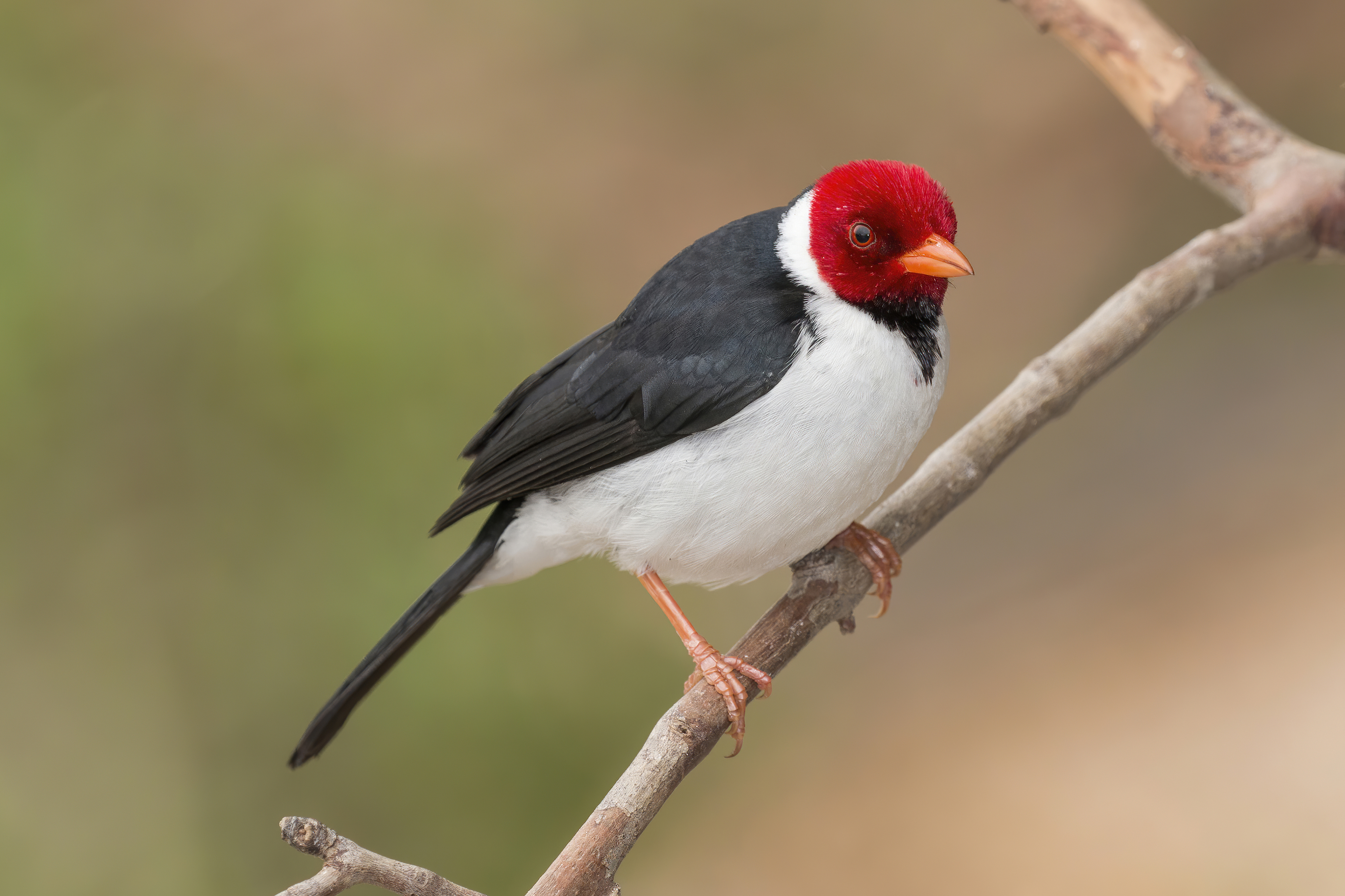
Paroaria capitata
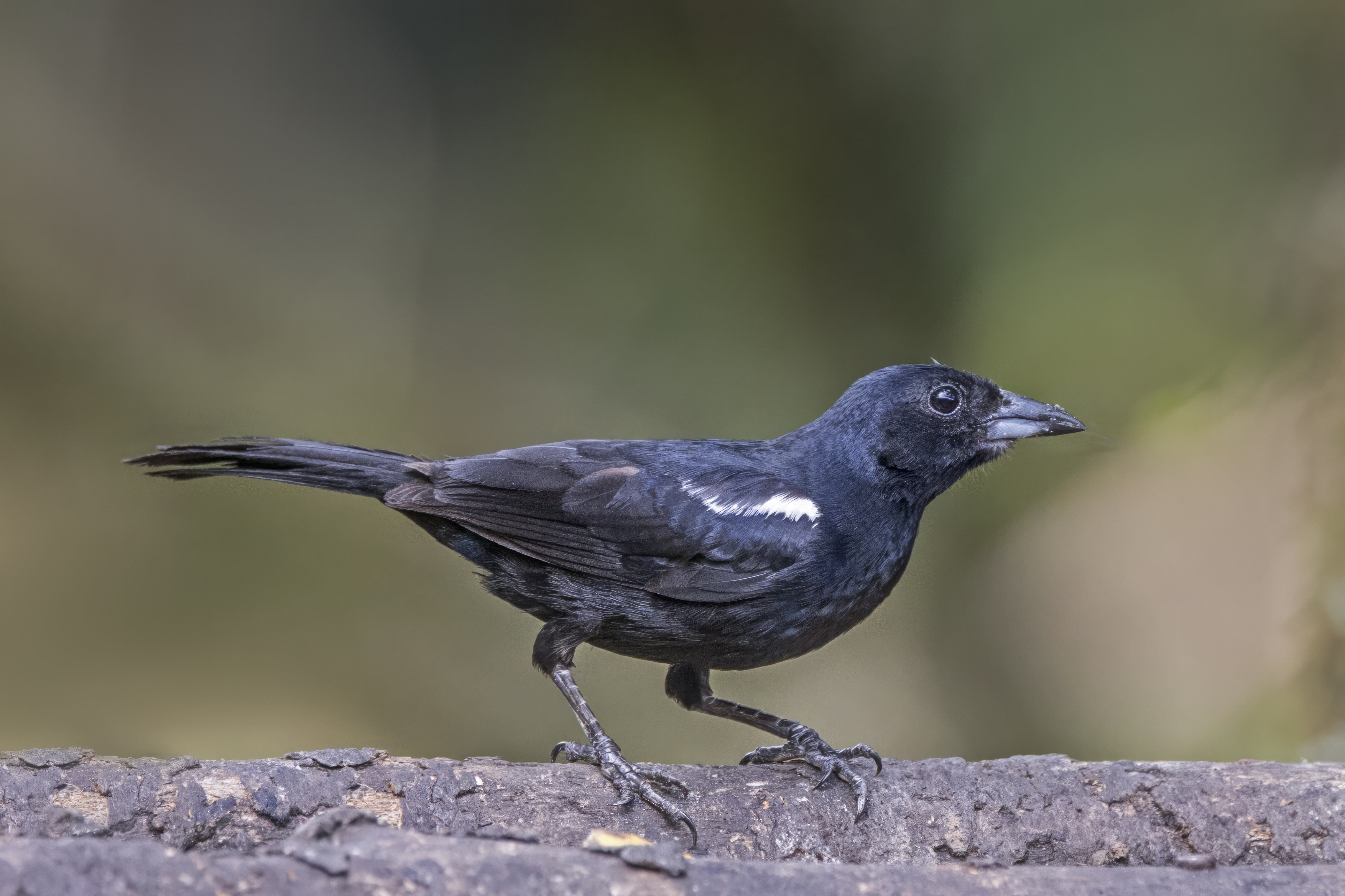
Tachyphonus rufus